# Peter 1. af Ungarn
 Der er for få eller ingen kildehenvisninger i denne artikel, hvilket er et problem. Du kan hjælpe ved at angive troværdige kilder til de påstande, som fremføres i artiklen.

Peter 1., også kaldet Peter Orseolo eller Peter Venetianeren (ungarsk: Velencei Péter), (ca. 1011–30. august 1059) var konge af Ungarn fra 1038 til 1041 og igen fra 1044 til 1046. I årene derimellem regerede Sámuel Aba som konge.
Peter var søn af Ottone Orseolo, der var doge i Republikken Venedig, og Maria Árpád, der var datter af den ungarske storfyrste Géza og dermed halvsøster til den første ungarske konge Stefan 1.

## Eksterne links
- Wikimedia Commons har flere filer relateret til Peter 1. af Ungarn

1. ↑  Navnet er anført på engelsk og stammer fra Wikidata hvor navnet endnu ikke findes på dansk.